# Samsung Galaxy Fold
Samsung Galaxy Fold là một điện thoại gập được sản xuất và phát hành bởi Samsung. Máy được tiết lộ vào ngày 20 tháng 2 năm 2019 và được phát hành tại Hàn Quốc 7 tháng sau, vào ngày 6 tháng 9 năm 2019. Máy sử dụng công nghệ màn hình cong và khi gập vào, máy vẫn có 1 màn hình phụ để người dùng sử dụng mà không phải mở máy ra.
Thực chất là máy được phát hành sớm hơn nhưng bị hoãn vì màn hình máy bị hỏng. Phần bảo vệ màn hình plastic là một phần của màn hình máy, người dùng trước đó đã nhầm đó là một miếng dán bảo vệ bình thường nên đã xé nó ra, gây ra màn hình của máy bị hỏng một phần ba. Samsung đã tìm ra nguyên nhân và hoãn việc bán máy, cho đến tháng 9 thì máy mới được phát hành lại, với miếng plastic chỉ là một miếng bảo vệ thông thường.
Samsung có một phiên bản làm và phát hành bản quyền cho công ty China Telecom, và được cho là phiên bản bản quyền cho Trung Quốc và chỉ có Trung Quốc mới có. Phiên bản này có tên là Samsung Galaxy W20 5G với phiên bản nâng cấp của Snapdragon 855, Snapdragon 855+ và phiên bản màu trắng. Phiên bản bản quyền này ra mắt và bán vào ngày 12 tháng 12 năm 2019.

## Phát triển
Samsung Galaxy Fold ra mắt với màn hình mới có trên là Infinity Flex Display, một màn hình cong, gập được được công bố trước vào tháng 9 năm 2018.

## Thông số kỹ thuật

### Bộ vi xử lý
Máy sử dụng con chip Snapdragon 855 với quy trình sản xuất 7 nm. Con chip có 1 lõi tác vụ nặng 2.84 GHz, 3 lõi tác vụ trung 2.42 GHz và 4 lõi tác vụ nhẹ 1.78 GHz. Máy sử dụng con chip đồ họa Adreno 640.

### Màn hình

###### Màn hình chính
Màn hình chính của máy có kích cỡ đường chéo 7.3 inch, với công nghệ Dynamic AMOLED, độ phân giải QXGA+ (1536 x 2152) và mật độ 362 ppi (pixel trên một inch).

###### Màn hình phụ
Màn hình phụ ở bên ngoài có kích cỡ xấp xỉ một nửa màn hình chính, 4.6 inch với độ phân giải HD+(720 x 1680), công nghệ Super AMOLED và mật độ 397 ppi (pixel trên một inch).

### Camera
Samsung Galaxy Fold là một trong những điện thoại có tổng số camera lớn nhất trong năm 2019, với tổng số 6 camera.

###### Camera chính
Camera chính của máy gồm camera  chính 12MP, khẩu độ kép f/1.5-2.4, camera telephoto 12MP f/2.4 và camera góc siêu rộng 16MP f/2.2. Camera chính dùng công nghệ Dual Pixel PDAF để lấy nét nhanh hơn, có hỗ trợ tính năng phần cứng ổn định khung hình OIS, là ống kính và cảm biến quay phim lên đến 4K với 60 khung hình một giây và quay slow-mo đến 960 khung hình một giây (chậm hơn xấp xỉ 16 lần) nhưng chỉ dừng lại ở độ phân giải 720p (HD). Camera telephoto hỗ trợ zoom quang học 2x để chụp ảnh zoom nét hơn chứ không dùng tính năng zoom của camera chính và hỗ trợ ổn định khung hình OIS. Camera góc siêu rộng hỗ trợ việc chụp góc siêu rộng 123 độ để có góc chụp lớn và rộng hơn góc chụp thường và là ống kính hỗ trợ tính năng quay siêu ổn định Super Steady.
Cả ba camera đều hỗ trợ HDR để chụp ngược sáng và có đèn Flash.

###### Camera trước
Camera trước có 2 camera ở màn hình chính và 1 camera ở màn hình phụ. Camera ở màn hình chính gồm camera chính 10MP f/2.2 và camera chiều sâu 8MP f/1.9. Ở màn hình phụ có camera chính 10MP f/2.2. Cả ba camera này đều có thể quay video 4K nhưng chỉ có 30 khung hình một giây, hỗ trợ HDR và hỗ trợ tính năng ổn định gyro-EIS.

### Bộ nhớ
Máy có bộ nhớ RAM 12GB và bộ nhớ trong 512GB. Máy không hỗ trợ thẻ MicroSD.

### Mạng và kết nối

###### Mạng
Máy hỗ trợ 2 nano SIM, máy hỗ trợ mạng 2G, 3G, 4G và Wi-Fi a/b/g/n/ac/ax băng tần kép 2.4 GHz và 5 GHz.

###### Kết nối
Máy sử dụng cổng USB-C, định vị GPS / Glonass / Beidou / Galileo, Bluetooth 5.0 và NFC.

### Hệ điều hành
Máy sử dụng hệ điều hành One UI dựa trên Android Pie.

### Kích thước và trọng lượng
Khi mở ra, máy có kích thước 160.9 x 117.9 x 6.9 (dài x rộng x dày) và 160.9 x 62.8 x 15.7-17.1 (dài x rộng x dày) khi gập vào. Máy có trọng lượng khá lớn, 276g nên khi cầm thấy hơi nặng tay.

### Pin
Máy sử dụng cục pin 4380 mAh, có sạc nhanh và có hỗ trợ sạc không dây và PowerShare, cho phép điện thoại sạc cho điện thoại khác bằng cách để lưng máy lên nhau (chỉ khi cả hai máy đều có sạc không dây).

### Âm thanh và Video
Máy hỗ trợ âm thanh nổi (stereo) của Dolby Atmos và có khả năng phát video lên đến 8K.
Và lại một lần nữa giác cắm tai nghe 3.5mm lại bị loại bỏ và chỉ còn "giác cắm tai nghe" USB-C.